# Championnat de Slovaquie de football 1940-1941
Navigation
Saison suivante Saison suivante
La saison 1940-1941 du Championnat de République slovaque de football est la troisième édition du championnat de première division en République slovaque. Les douze meilleurs clubs du pays se retrouvent au sein d'une poule unique où les formations s'affrontent deux fois, à domicile et à l'extérieur. À l'issue du championnat, les deux derniers du classement sont relégués et remplacés par les deux meilleurs clubs de deuxième division.
C'est le club du SK Bratislava, tenant du titre, qui termine à nouveau en tête du classement du championnat, avec un seul point d'avance sur le FC Vrutky et six sur l'AC Považská Bystrica. C'est le 2e titre de champion de République slovaque de l'histoire du club.

## Les clubs participants
| - AC Považská Bystrica - SK Bratislava - MSK Zilina - TSS Trnava - TTS Trencin - FC Vrutky | - ZTK Zvolen - SK Slavia Presov - AC Spišská Nová Ves - DSK Bratislava - Promu de II. Liga - VAS Bratislava - MFK Ruzomberok - Promu de II. Liga |

## Compétition

### Classement
Le barème utilisé pour établir le classement est le suivant :
- Victoire : 2 points
- Match nul : 1 point
- Défaite : 0 point

| Rang | Équipe               | Pts | J  | G  | N | P  | Bp | Bc | Diff |
| ---- | -------------------- | --- | -- | -- | - | -- | -- | -- | ---- |
| 1    | SK Bratislava (T)    | 32  | 22 | 14 | 4 | 4  | 90 | 33 | +57  |
| 2    | FC Vrutky            | 31  | 22 | 13 | 5 | 4  | 48 | 36 | +12  |
| 3    | AC Považská Bystrica | 26  | 22 | 11 | 4 | 7  | 48 | 34 | +14  |
| 4    | SK Slavia Presov     | 24  | 22 | 10 | 4 | 8  | 50 | 52 | -2   |
| 5    | MFK Ruzomberok (P)   | 23  | 22 | 10 | 3 | 9  | 46 | 46 | 0    |
| 6    | TSS Trnava           | 21  | 22 | 7  | 7 | 8  | 49 | 52 | -3   |
| 7    | TTS Trencin          | 20  | 22 | 8  | 4 | 10 | 44 | 50 | -6   |
| 8    | MSK Zilina           | 19  | 22 | 7  | 5 | 10 | 42 | 49 | -7   |
| 9    | VAS Bratislava       | 18  | 22 | 8  | 2 | 12 | 36 | 51 | -15  |
| 10   | AC Spišská Nová Ves  | 18  | 22 | 6  | 6 | 10 | 36 | 55 | -19  |
| 11   | ZTK Zvolen           | 17  | 22 | 7  | 3 | 12 | 51 | 59 | -8   |
| 12   | DSK Bratislava (P)   | 15  | 22 | 6  | 3 | 13 | 35 | 58 | -23  |

|  | Champion de République slovaque 1940-1941            |
|  | Relégation directe en deuxième division              |
|  | (T) Tenant du titre (P) : Promu de deuxième division |

## Bilan de la saison
| Championnat de République slovaque de football 1940-1941 |                          |
| Champion                                                 | SK Bratislava (2e titre) |
| Coupes et trophées                                       |                          |
| Vainqueur de la Coupe de République slovaque 1940-1941   | Non disputée             |
| Promotions et relégations                                |                          |
| Promus en I. Liga                                        | ASO Bratislava           |
| Promus en I. Liga                                        | AC Svit Batizovce        |
| Relégués en II. Liga                                     | ZTK Zvolen               |
| Relégués en II. Liga                                     | DSK Bratislava           |